# Fixed Mobile Convergence
Fixed Mobile Convergence（フィックスド・モバイル・コンバージェンス、FMC）は、「固定網と移動網の収束」を意味し、有線通信・移動体通信を組み合わせた電気通信サービスを指す。狭義には、有線通信・移動体通信の双方の電気通信サービスを、同一の端末で利用者に提供するものをいい、広義には、電気通信事業者の提供サービス形態として有線通信・移動体通信の双方が密接に連関しているものまで含める。

## 概要
FMC は、2000年代後半から、次のようなことを背景にして注目されるようになった。
- 携帯電話の普及による固定電話の顧客離れを緩和したい。
- 移動体通信に都合の良い周波数帯域が有限なので、トラフィック密度の高い場所で別の通信手段を提供したい。
- 電気通信事業者間の激しい顧客獲得競争に勝ち抜く手段としたい。

次のようなサービスが考えられている。
- 1つの電話番号であらゆる電気通信サービスを提供する。
- 無線LAN・Bluetooth・UWB で固定通信網に接続できる場合は、安価で高速なサービスを提供する。
- 移動時にも、ほぼ同一のサービスを移動体通信・無線アクセスで提供する。
- サービスの利用料金は、1つの請求書にまとめて請求する。また、複数サービスを提供する場合の割引料金を設定する場合も多い。

### サービス卸売によるFMC
最広義のFMCとしては、主に日本において、次の形態をFMCと呼ぶ場合もある。
- 電気通信事業者(NO:Network Operator)の固定電気通信役務の卸売を受けて、携帯電話事業者(MNO:Mobile Network Operator)が仮想固定通信事業者(FVNO)として当該役務の提供を行う形態
- 携帯電話事業者(MNO)の移動体通信役務の卸売を受けて、電気通信事業者(NO)が仮想移動体通信事業者(MVNO:Mobile Virtual Network Operator)として当該役務の提供を行う形態

前者の例としてはドコモ光、後者の例としてはJ:COM MOBILEなどがある。なお、MVNOやFVNOにおいて独自の組み合わせによりFMCを行う場合もあるが、これをFMCと呼ぶのは一般的ではない。
英語圏ではこの形態は「ダブルプレイ」(double play)と呼ばれる。なお、固定通信と移動体通信に放送を加えるとトリプルプレイ (通信)となる。

## 主なサービス
| 国       | 事業者                   | 商標                            | 端末の通信規格                    | 電話 | パケット通信 | 電話番号             | 通話料金                                                                               | 顧客層             | 特徴 |
| -------- | ------------------------ | ------------------------------- | --------------------------------- | ---- | ------------ | -------------------- | -------------------------------------------------------------------------------------- | ------------------ | --- |
| 英国     | BT                       | Fusion                          | Bluetooth（将来 Wi-Fi へ移行）GSM | ○    |              | 携帯（ボーダフォン） | 携帯（ボーダフォン）                                                                   | 住宅               | 米キネト・ワイヤレスなどが2004年8月に規格化した、UMA (unlicensed mobile access) 採用                                                          |
| フランス | Orange                   | Business Everywhere             | WI-Fi GPRS                        |      | ○            |                      |                                                                                        | 企業               | 同一アカウントで無線 LAN (ADSL/PSTN) 携帯からアクセス                                                                                         |
| フランス | Orange                   | unik                            | WI-Fi GPRS GSM                    | ○    | ○            | 携帯                 | IP 携帯                                                                                |                    | 顧客の無線 LAN や Orange WiFi で VoWiFi ハンドオーバーあり                                                                                    |
| フランス | Free                     |                                 | WI-Fi GPRS GSM                    | ○    | ○            | 携帯                 | IP 携帯                                                                                |                    | 顧客の無線 LAN や communauté Neuf WiFi で VoWiFi ハンドオーバーなし                                                                           |
| フランス | Neuf Cegetel             | TWIN                            | WI-Fi GPRS GSM                    | ○    | ○            | IP 携帯              | IP 携帯                                                                                |                    | Freebox（トリプルプレイSTB）で VoWiFi ハンドオーバーなし                                                                                      |
| フランス | SFR                      | Happy Zone                      | GPRS GSM                          | ○    | ○            | 携帯                 | 自宅およびその周辺でかけ放題                                                           | 個人               | 無料通話 2 時間以上の料金プランのオプション（月額 15 ユーロ）                                                                                 |
| ドイツ   | O2                       | surf @home                      | Wi-Fi W-CDMA                      |      | ○            |                      |                                                                                        |                    | 同一アカウントで Wi-Fi 携帯からアクセス |
| ドイツ   | O2                       | Genion                          | W-CDMA                            | ○    |              | 携帯                 | 自宅およびその周辺で割引                                                               | 個人               | |
| ドイツ   | ドイツテレコム           | T-One                           | Wi-Fi GSM                         | ○    | ○            | 携帯                 |                                                                                        |                    | 無線 LAN や T-Mobile のホットスポットで VoWiFi                                                                                                |
| ドイツ   | ドイツテレコム           | T-Mobile @Home                  | GSM                               | ○    |              | 携帯 固定            | 自宅およびその周辺で割引                                                               | 個人               | |
| ドイツ   | ドイツテレコム           | Switch & Profit                 |                                   | ○    |              | 携帯                 | 転送通話 1 分毎に 2.6 ユーロセントを固定電話通話料金から割引                           | 個人               | ドイツ国内発信の携帯着信通話を固定電話に転送                                                                                                  |
| ドイツ   | Vodafone D2              | Vodafone Zuhause                | GSM                               | ○    |              | 携帯 固定            | 自宅およびその周辺で割引                                                               | 個人               | |
| 米国     | シンギュラー・ワイヤレス | Fast forward                    | GSM                               | ○    |              | 携帯                 | 着信者負担部分が在宅時に固定電話相当                                                   | 住宅               | SBC, ベルサウスが PSTN を提供。在宅時、クレードルに携帯電話機を入れておくと、携帯宛の着信は、あらかじめ登録した自宅の有線電話機に転送される。 |
| 米国     | T-モバイル               | Hotspot @Home                   | Wi-Fi GSM                         | ○    | ○            | 携帯                 | IP 携帯                                                                                | 企業が従業員に貸与 | 無線 LAN や T-Mobile のホットスポットで VoWiFi                                                                                                |
| 米国     | エンバーク               | Smart Connect                   | Wi-Fi GSM                         | ○    | ○            | 携帯                 | IP 携帯                                                                                | 企業が従業員に貸与 | 自宅では固定電話 職場では VoWiFi その他では携帯                                                                                               |
| 韓国     | KT                       | Du                              | Bluetooth cdmaOne                 | ○    |              | 携帯                 | 固定 携帯                                                                              | 住宅               | |
| 日本     | NTTドコモ                | PASSAGE DUPLE                   | Wi-Fi W-CDMA                      | ○    | ○            | 固定                 | 固定 携帯                                                                              | 企業の内線電話     | SIP を独自拡張 IP 電話／PSTN 双方利用可能 |
| 日本     | NTTドコモ                | ビジネスmopera IPセントレックス | Wi-Fi W-CDMA                      | ○    | ○            | IP 携帯              | IP 携帯                                                                                | 企業の内線電話     | PASSAGE DUPLE の ASP 版（中小企業向け） |
| 日本     | NTTドコモ                | OFFICEED                        | W-CDMA                            | ○    | ○            | 携帯 内線            | 携帯 内線用基地局では定額                                                              | 企業の内線電話     | |
| 日本     | NTTドコモ                | ホームU                         | Wi-Fi W-CDMA                      | ○    | ○            | IP 携帯（選択可能）  | IP 携帯 ホーム U 同士は定額 ホーム U エリアからの携帯電話、一般電話への通話料も 3 割安 | 住宅               | IP 電話を携帯電話で利用可能。090・080 の番号で IP 電話が使用可能、Wi-Fi を使ったiモード接続無料                                               |
| 日本     | NTTドコモ                | ドコモ光                        | LTE                               | ○    | ○            | 携帯 IP              | 携帯 IP                                                                                | 住宅               | 光回線サービスの卸売との組み合わせ IP 電話なしでも割引が適用される。                                                                          |
| 日本     | KDDI                     | OFFICE FREEDOM                  | Wi-Fi CDMA2000 1x                 | ○    | ○            | IP                   | IP 携帯                                                                                | 企業の内線電話     | BREW を使用したアプリケーションを利用 |
| 日本     | KDDI                     | OFFICE WISE                     | CDMA2000 1x                       | ○    | ○            | 携帯 内線            | 携帯 内線用基地局では定額                                                              | 企業の内線電話     | |
| 日本     | KDDI                     | auひかり                        | LTE                               | ○    | ○            | IP 携帯              | IP 携帯                                                                                | 住宅               | スマートバリュー割引 |
| 日本     | ジュピターテレコム       | J:COM MOBILE                    | LTE                               | ○    | ○            | 携帯 CATV            | 動画配信の無線パケットは定額                                                           | 住宅               | CATV 電話 携帯の基本料金をセット割引 |
| 日本     | ISP                      | 光コラボーレーション            | LTE                               | ○    | ○            | IP 携帯              | IP 携帯                                                                                | 住宅               | 光回線サービスの卸売・MVNO の組み合わせ |

## 日本の状況

### 仮想移動体通信事業者との組み合わせ
日本では2015年2月、NTT東日本・NTT西日本からの光回線サービスの卸売が開始され、ISPと仮想移動体通信事業者との提携によるFMCが提供開始された。
- ドコモ光：NTTドコモの携帯電話との組み合わせ。
- SoftBank光：ソフトバンクの携帯電話との組み合わせ。
- OCN 光：NTTコミュニケーションズのOCN モバイル ONE・050plusとの組み合わせ。
- IIJmioひかり：インターネットイニシアティブのIIJみおふぉんとの組み合わせ。
- J:COM MOBILE（ジェイコムモバイル）：ジュピターテレコムが au の LTE 回線を利用しケーブルテレビとの統合サービスを2015年10月29日に開始した[2]。

### 携帯電話の法人向け定額制など
ソフトバンクモバイル「ソフトバンクモバイルオフィス」：登録した特定グループの携帯電話に限り、同社携帯電話間や、携帯電話→固定電話の音声通話定額制の適用による。実際にはスマートフォンの音声通話定額プランが登場したため、社内固定電話とリンクする需要がない限りはあまり利用されない。

### 自営対応端末との組み合わせ
PHS の自営対応端末を使用し、企業や家庭の内線ではコードレス電話の子機として、屋外では PHS 事業者の基地局に接続し公衆 PHS 回線により、音声通話が利用可。
携帯電話・PHS 端末などに無線 LAN を搭載し、VoWLAN (Voice over Wireless LAN) として SIP などによりモバイルセントレックスサービスに対応したもの
- NTTドコモの PASSAGE DUPLE サービス、ビジネスmoperaIPセントレックスサービス N900iL N902iL F1100 N906iL：2004年より一部法人向け
- 個人向け IP セントレックスサービスホームUが2008年6月よりNTTドコモによって提供開始
- au E02SA : 2006年より一部法人向け
- 加賀電子、ネットツーコムの端末「WiPCom」：VoWLAN のほか、CF カード型 PHS 端末を搭載して PHS 回線による通常の音声通話も可能。
- W-ZERO3：VoWLAN のほか、W-SIM 型カード型 PHS 端末を搭載して PHS 回線による通常の音声通話も可能なスマートフォン。

### フェムトセルとの組み合わせ
フェムトセルを設置して内線電話網と接続し、一般の携帯電話端末を使用。内線通話エリア外に端末が移動した場合に自動的に転送するオプションあり。
- KDDI「OFFICE WISE」
- NTTドコモ「OFFICEED」
- ソフトバンクも提供予定。

### 電話番号計画
FMC 向けの電話番号計画については、非地理的番号である 0X0 番号を使用することとなった。
| 電話番号    | 利点                           | 欠点                                       | 利用の条件                                             | 備考                        |
| ----------- | ------------------------------ | ------------------------------------------ | ------------------------------------------------------ | --------------------------- |
| 0600        | 新規の利用のための余裕が大きい | 通信網の改修が大規模となる                 | UPT: Universal Personal Telecommunication 本来の使用法 | 2011年3月31日に事業者が撤退 |
| 030 040 060 |                                |                                            | 将来用に確保                                           |                             |
| 050         | 通信網の改修が小規模           | 新規参入事業者に不利になることが考えられる | 携帯電話着信となった場合の料金の分担                   | IP電話に割当                |
| 070 080 090 | 個人に割り当てられた既存の番号 | そのまま課金を行うと料金が高くなる         | 固定・IP電話への着信となった場合の割引の適用           | 携帯電話・PHSに割当         |

## 課題点など

### 技術面
次のような技術課題がある。
- デュアルモード端末：移動体通信（無線アクセス・携帯電話）と無線 LAN・Bluetooth などとを利用可能時間・待ち受け時間を長くした小型携帯端末として安価に大量に提供する技術。
- Next Generation Network：Internet Protocol を利用した有線通信・移動体通信を統合した次世代電話網の標準化と相互接続。
- 電波帯域の有効利用 : 移動体通信に適した周波数帯域が限られているため、現在使用している固定無線通信の移転先の技術開発。また、現在使用されていない周波数の活用法の開発・他の無線局との周波数帯域の共用技術の開発も行われている（超広帯域無線など）。

### 利用面
利用上、次のような問題が起こる可能性が指摘されており、対策が検討されている。
- かける先の電話番号と、実際にかかる回線や料金との間で、認識のずれが発生する（例えば、固定回線にかけたつもりが携帯電話宛の料金が課金されるなど）。
- 地理的電話番号を利用した場合、かける先の国際電話番号・市外局番と、実際にかける先の相手がいる地方との間で認識のずれが発生する。固定電話の電話番号で移動体通信へ着信するためである（例えば、アメリカ合衆国の固定電話にかけたつもりが、実際には相手は携帯電話で全く別の国にいて電話を受けるなど）。